# Al·legoria de la Lliga Santa (National Gallery, Londres)
L'Al·legoria de la Lliga Santa també coneguda com El somni de Felip II o L'Adoració del nom de Jesús, és una obra d'El Greco, circa 1578 durant el seu primer període toledà.

## Tema
La Lliga Santa va ser fundada l'any 1571 pel papa Pius V, a fi de lluitar contra l'Imperi Otomà i la seva expansió per la mar Mediterrània. La Lliga va unir diversos estats catòlics de la riba mediterrània, i va assolir una gran victòria naval a la batalla de Lepant.
Les lletres IHS - una abreviatura de IHSOUS, la forma grega de Jesús- són el focus principal d'aquesta obra. Les figures del cantó esquerre són els membres de la Santa Lliga, que es va establir, en paraules de Felip II, "per defensar el nom sagrat'de Crist". Inclouen el Dux de Venècia Alvise Giovanni Mocenigo, el futur papa Pius V i Felip II. La figura d'un cavaller amb el cap aixecat i els braços en un gest dramàtic, s'identifica amb Joan d'Àustria, i constitueix la representació idealitzada d'un heroi. El Greco va convertir l'escena en una visió èpica del judici de la humanitat i la promesa de la salvació. A la dreta la boca de l'Infern s'empassa algunes ànimes, mentre que altres ànimes són dirigits per un pont al Purgatori, on esperen l'entrada al Cel.

## Anàlisi
Signat a la part baixa, a l'esquerra, amb lletres gregues majúscules: DOMÉNIKOS THEOTOKÓPOULOS KRÈS E`POÍEI.
La signatura amb lletres majúscules gregues és pròpia del període italià d'El Greco, i a Espanya només la va emprar en les seves obres primerenques. Per tant, la datació circa 1578 sembla correcta.
Oli i tremp d'ou sobre tauler; 55,1 x 33,8 cm.; 1578 circa ; National Gallery de Londres.
Les mesures d'aquesta obra són aproximadament les mateixes que les de L'Espoli - versions sobre taula, Upton Down, de la qual sembla que va ésser-ne el pendant, o potser va formar-ne un díptic. De fet, les dues obres són citades en l'inventari fet després de la mort de Gaspar Méndez de Haro (1629-1687), diplomàtic, polític i col·leccionista espanyol.
L'efecte colorístic predominat és el gris violaci, degut a l'expansió dels núvols. Els quatre grans àngels vesteixen, respectivament, de rosa, groc-verdós clar, gris-verdós, i vermell amb folres grocs, de dalt a baix i a la part superior dreta. Contrastant amb la negra vista de l'infern, la vista del Purgarori és groga, vermella i púrpura, d'una qualitat enlluernadora.

## Procedència
- Gaspar Méndez de Haro, Marqués de Heliche (obra inventariada l'any 1687)
- Duquessa d'Alba (1688)
- Gallerie Espagnole, Louvre 1838, número 256.
- Lluís Felip I de França (venda a Londres, l'any 1853, número 112)
- Col·lecció Stirling-Maxwell, Keir, Escòcia